# ماترا مارکونی اسپیس
ماترا مارکونی اسپیس (انگلیسی: Matra Marconi Space) شرکت هوافضای فرانسوی است، که در سال ۱۹۹۰ تأسیس شد.